# Phraortes leishanensis
Phraortes leishanensis är en insektsart som först beskrevs av Wen-Xuan Bi 1992.  Phraortes leishanensis ingår i släktet Phraortes och familjen Phasmatidae. Inga underarter finns listade i Catalogue of Life.